# Gabinete Dupuy I
O Gabinete Dupuy I foi o ministério formado por Charles Dupuy em 04 de abril de 1893 e dissolvido em 26 de novembro do mesmo ano. Foi o 32º gabinete da Terceira República Francesa, sendo antecedido pelo Gabinete Ribot II e sucedido pelo Gabinete Casimir-Perier.

## Contexto
Após a renúncia do segundo Gabinete Ribot, em março de 1893, o Presidente da República, Sadi Carnot, escolheu Charles Dupuy para formar o novo governo, o qual manteve os principais ministros do gabinete anterior - ele próprio passou da Instrução Pública para o Ministério do Interior no lugar de Ribot. As eleições de agosto-setembro daquele ano para a Assembleia Nacional Francesa resultaram em uma renovação significativa do quadro político, com um declínio da direita conservadora em favor dos republicanos moderados e um progresso dos radicais e dos socialistas. O próprio Dupuy foi reeleito em seu círculo eleitoral, favorecendo candidatos monarquistas e católicos que se juntaram ao grupo "oportunista", algo que a esquerda radical não lhe podia perdoar.
No final de novembro daquele ano, após a retirada dos ministros radicais durante um debate sobre a política geral do governo, Charles Dupuy apresentou sua renúncia a Sadi Carnot, antes de ser derrotado por uma votação na Assembleia. No dia seguinte, vários políticos, como Raymond Poincaré, Jules Méline e o próprio Carnot, pediram que Jean Casimir-Perier renunciasse ao cargo de presidente da Assembleia Nacional e formasse um novo governo, mas ele inicialmente recusou. Carnot, então, encarregou Eugène Spuller (várias vezes ministro sob sua presidência e a de Jules Grévy) de formar o novo gabinete, mas a tentativa resultou em fracasso. Em 1º de dezembro de 1893, Casimir-Perier concordou relutantemente em formar um ministério, sendo nomeado Presidente do Conselho de Ministros.

## Composição
- Presidente da República: Sadi Carnot
- Presidente do Conselho de Ministros: Charles Dupuy
- Ministro dos Estrangeiros: Jules Develle
- Ministro da Justiça: Eugène Guérin
- Ministro do Interior: Charles Dupuy
- Ministro da Guerra: Julien Loizillon
- Ministro das Finanças: Paul Peytral
- Ministro da Marinha: Henri Rieunier
- Ministro da Instrução Pública, Belas Artes e Cultos: Raymond Poincaré
- Ministro das Obras Públicas: Jules Viette
- Ministro da Agricultura: Albert Viger
- Ministro do Comércio, Indústria e Colônias: Louis Terrier

## Realizações
- Continuação da política diplomática de reaproximação com a Rússia.